# Welcome to My DNA
Welcome to My DNA – trzeci album studyjny brytyjsko-izraelskiego duetu Blackfield. Wydawnictwo ukazało się 28 marca 2011 roku nakładem wytwórni muzycznej Kscope.

## Lista utworów
1. „Glass House” - 2:56
2. „Go to Hell” - 3:03
3. „Rising of the Tide” - 3:47
4. „Waving” - 3:54
5. „Far Away” - 2:47
6. „Dissolving With the Night” -	4:06
7. „Blood” - 3:17
8. „On the Plane” - 3:41
9. „Oxygen” - 3:04
10. „Zigota” - 5:04
11. „DNA” - 3:56

## Twórcy
- Steven Wilson - wokal prowadzący, gitara, keyboard
- Awiw Gefen - wokal prowadzący, gitara, keyboard
- Eran Mitelman - fortepian, keyboard
- Seffy Efrat - gitara basowa, wokal wspierający
- Tomer Z - perkusja